# Henry Vaughan Lanchester
Henry Vaughan Lanchester (Londres, 9 de agosto de 1863 – Seaford, East Sussex, 16 de janeiro de 1953) foi um arquiteto britânico.
Foi professor de arquitetura da University College London, e recebeu a Medalha de Ouro do RIBA de 1934.

## Obras arquitetônicas
- City Hall (Cardiff) (1897–1905)
- Cardiff Law Courts (1901–04)
- The Town Hall Deptford, London (1902–07)
- Westminster Central Hall, Westminster (1905–11)
- Third Church of Christ Scientist, Curzon Street, Westminster (1910–12) tower (1931–32)
- The Post Office Lucknow (1916)
- Housing schemes in Portsmouth & Weybridge (1920–23)
- Council Building for the United Provinces, Lucknow (1921)
- Planned new suburbs in Rangoon (1921)
- Planned new suburbs in Zanzibar (1922)
- Harrogate Hospital (1925)
- Hospital Cairo (1927)
- Parkinson Building, Universidade de Leeds (1927–1951)
- Palácio Umaid Bhawan, Jodhpur, Índia (1929–43)

## Publicações
- Town Planning in Madras (1918)
- Zanzibar a Study in Tropical Town Planning (1923)
- Fischer von Erlach (1924)
- Talks on Town Planning (1924)
- The Art of Town Planning (1925)
- Outline of Studies in Town Planning (1944)

## Galeria de obras

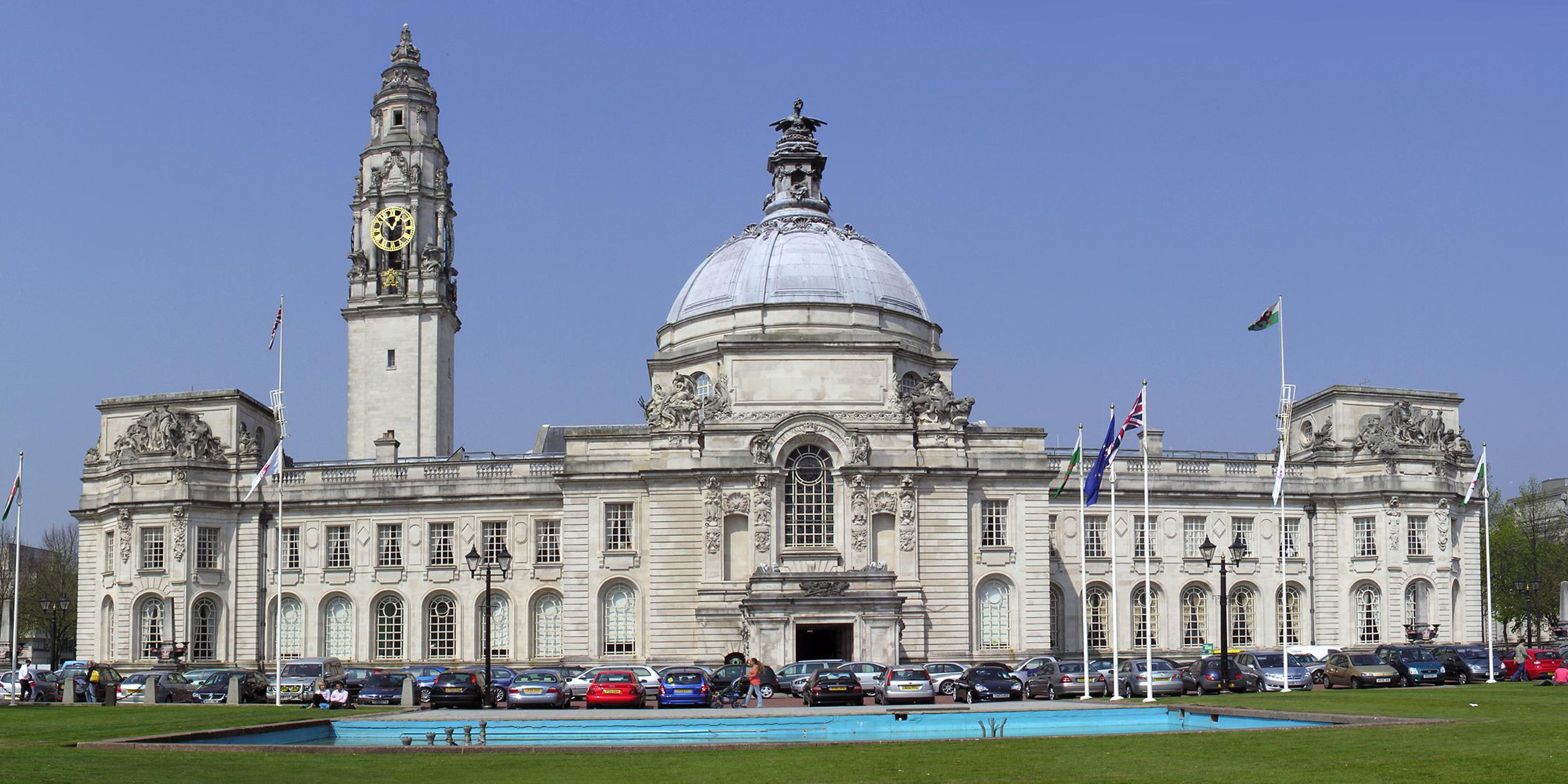
Cardiff City hall (1897-1905)
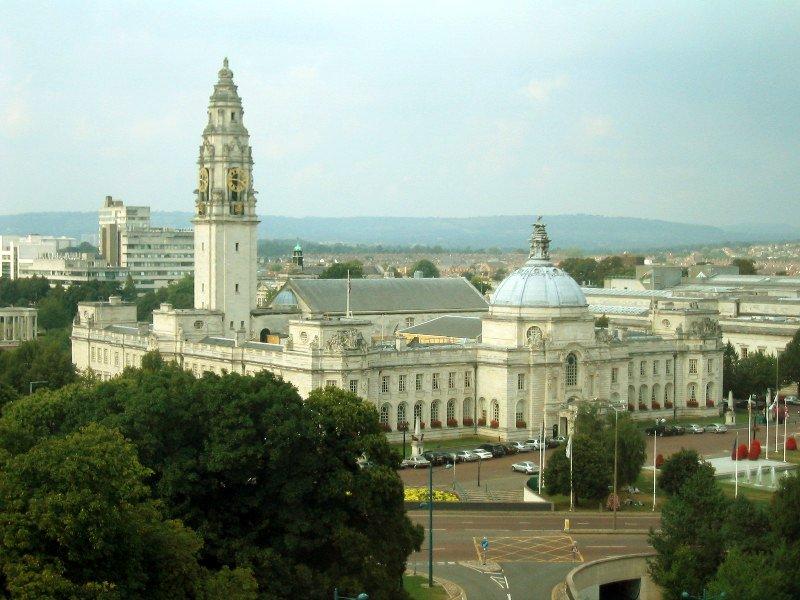
Cardiff City hall (1897-1905)
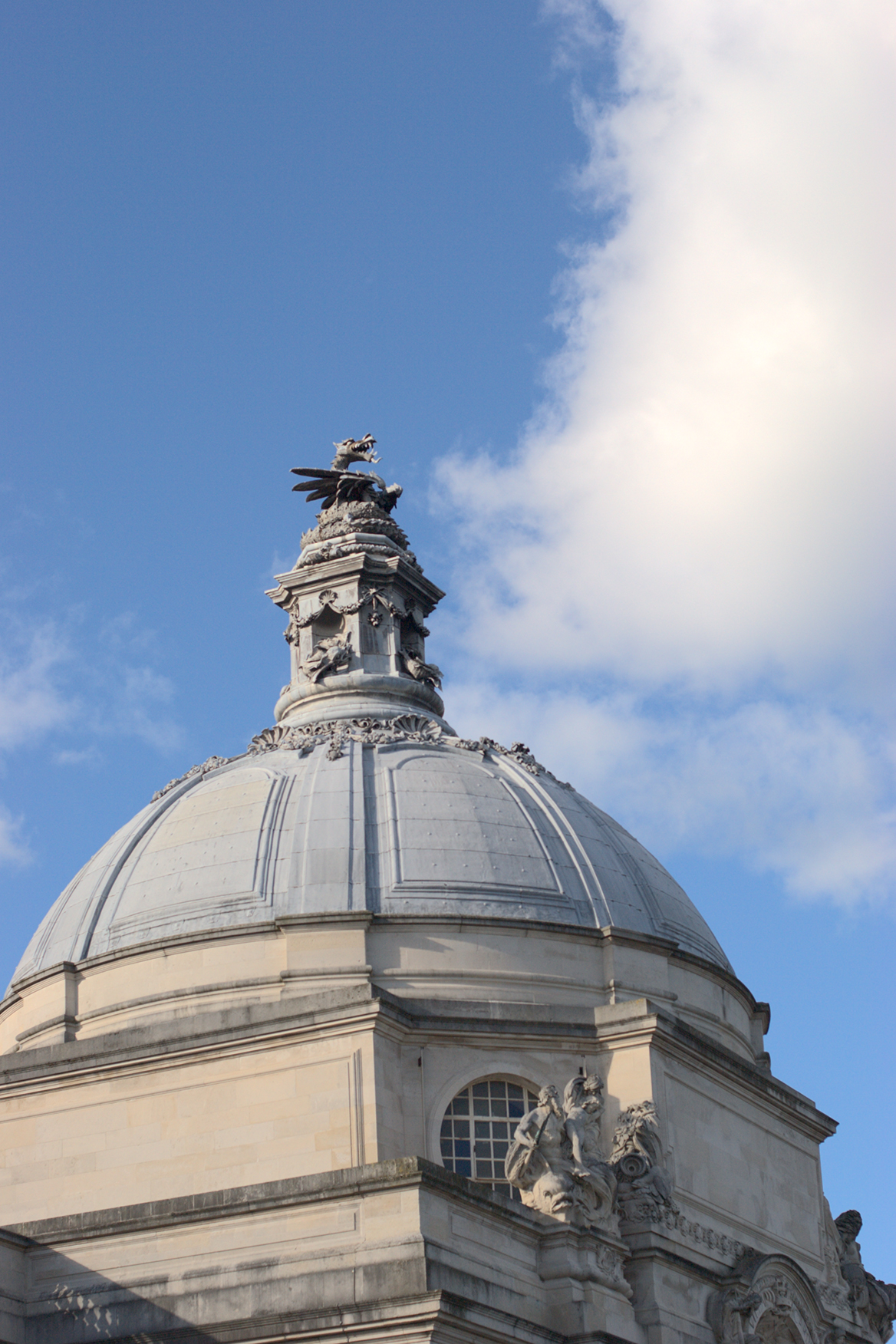
The dome, Cardiff City hall (1897-1905)
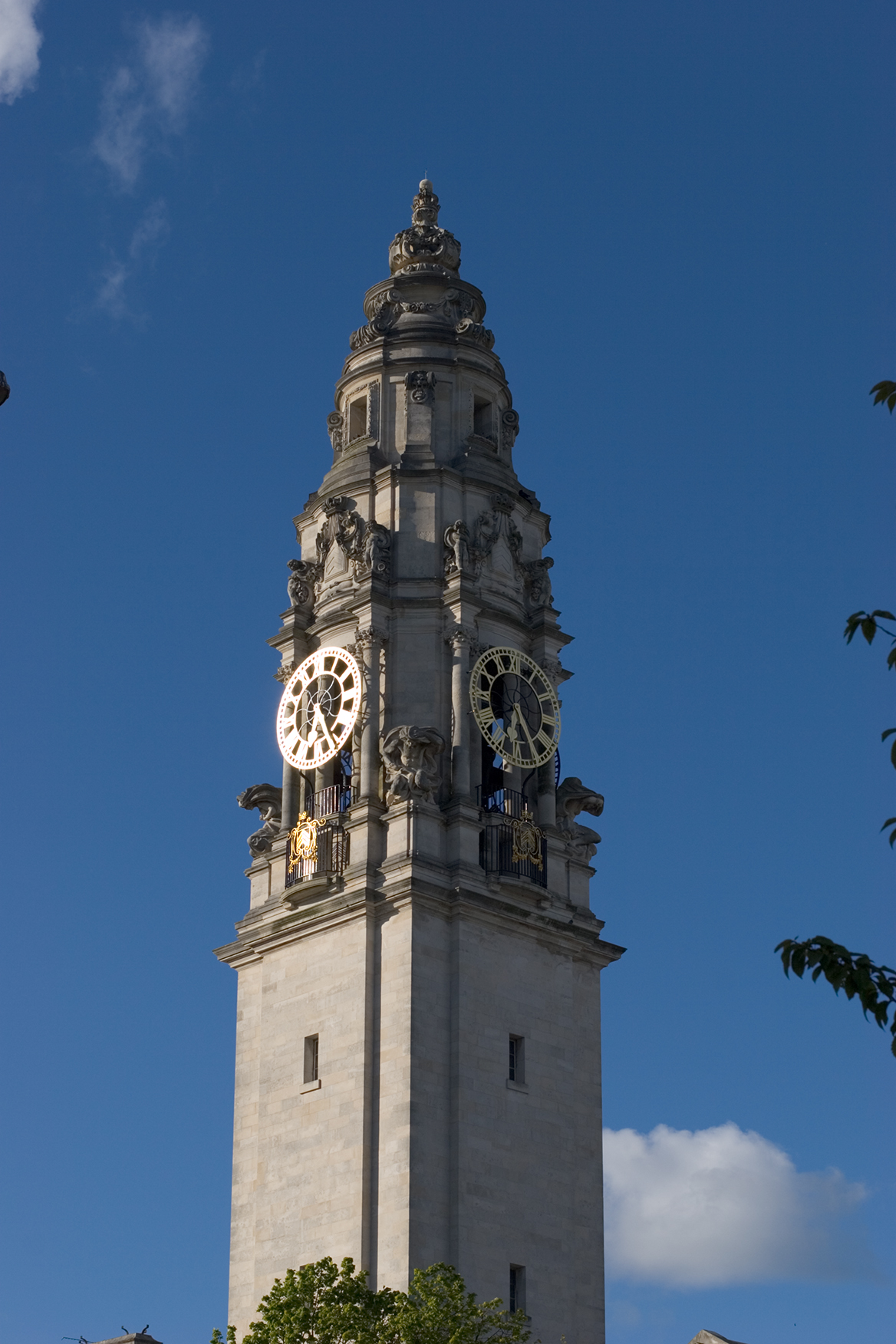
The tower, Cardiff City hall (1897-1905)
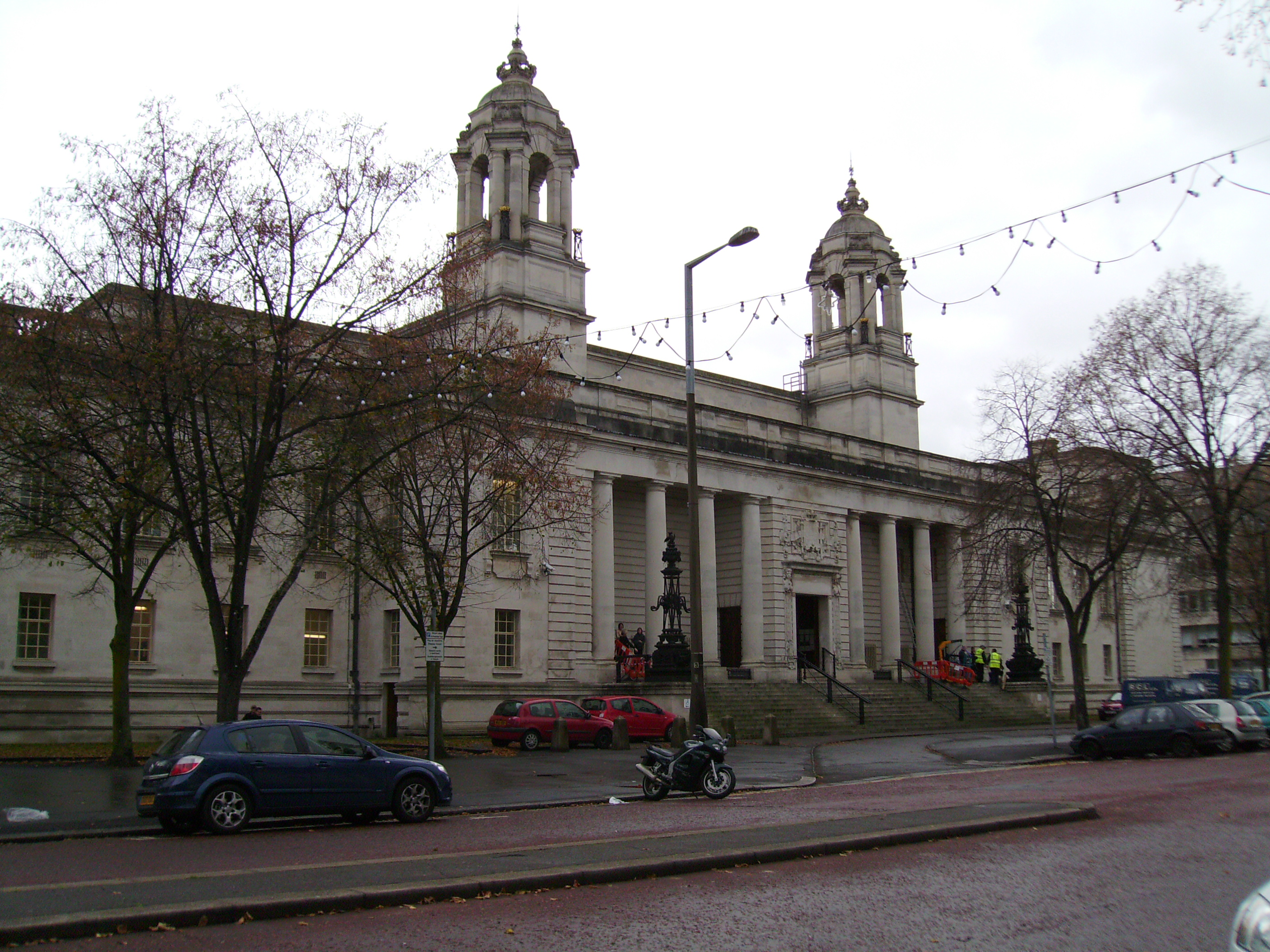
Law Courts, Cardiff (1901-04)
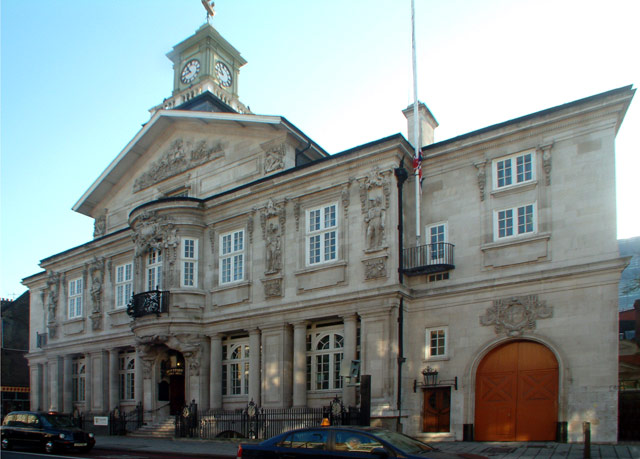
Deptford Town Hall (1902-07)
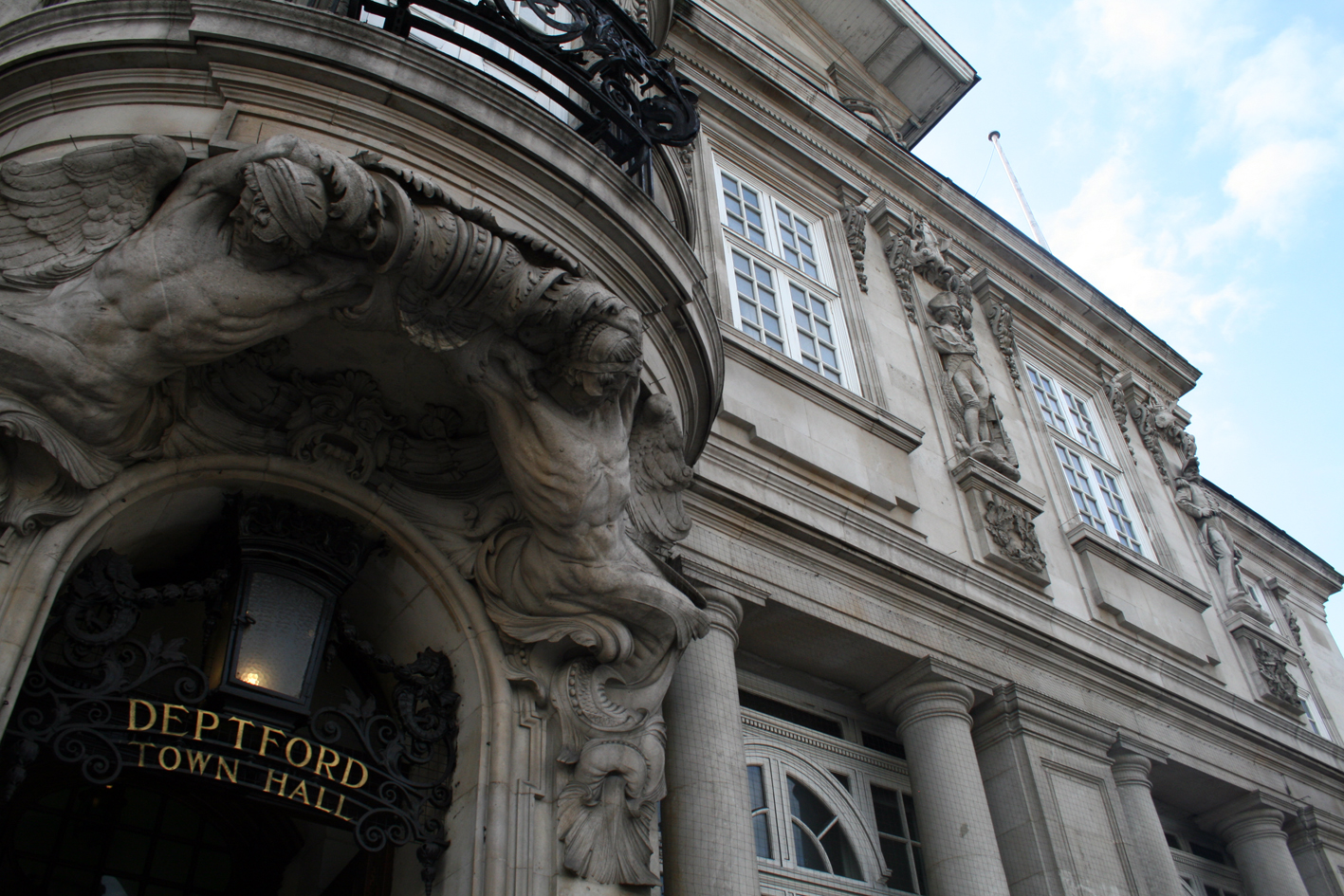
Detail of the facade, Deptford Town Hall (1902-07)
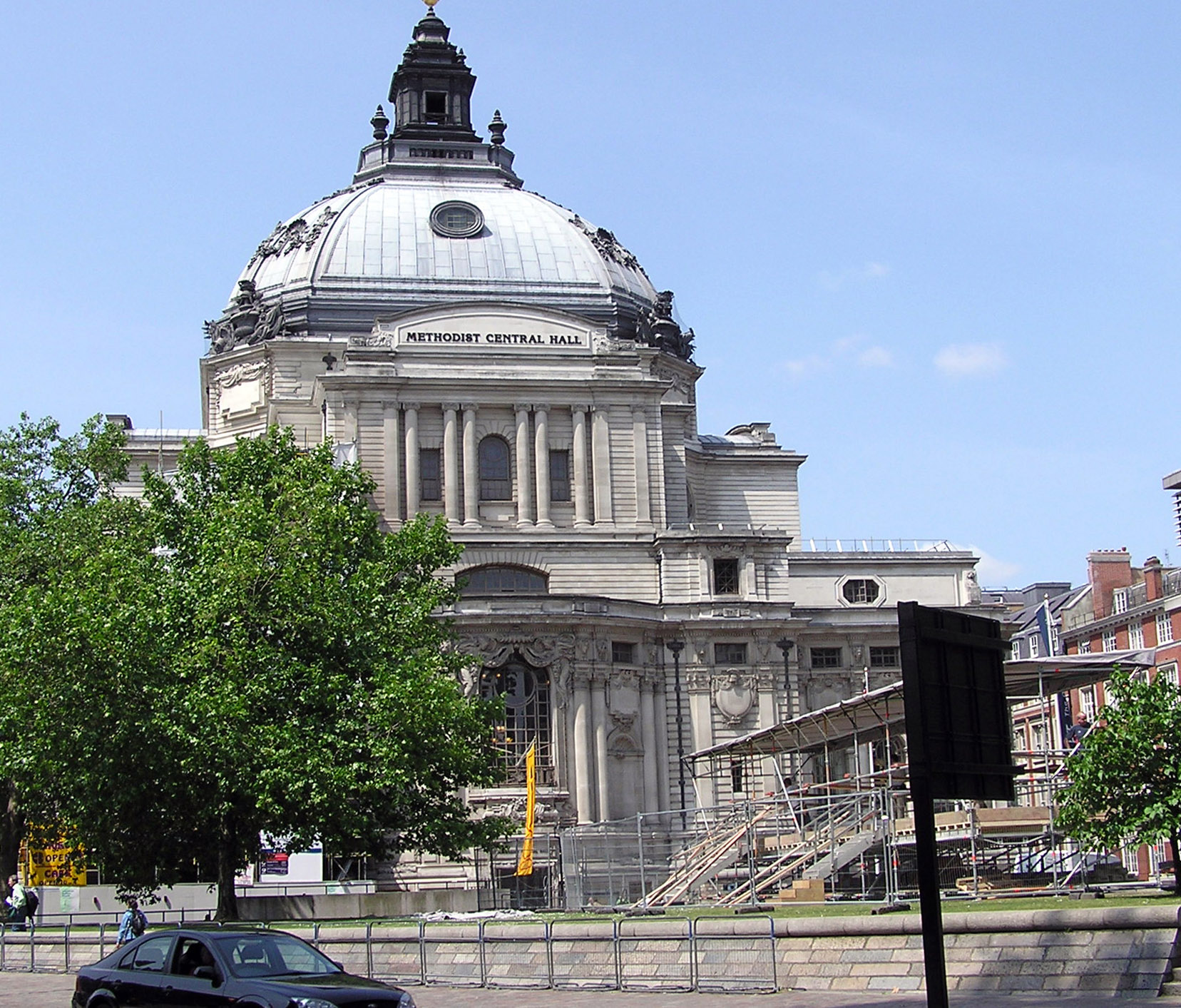
Methodist Central Hall, Westminster (1905-11)
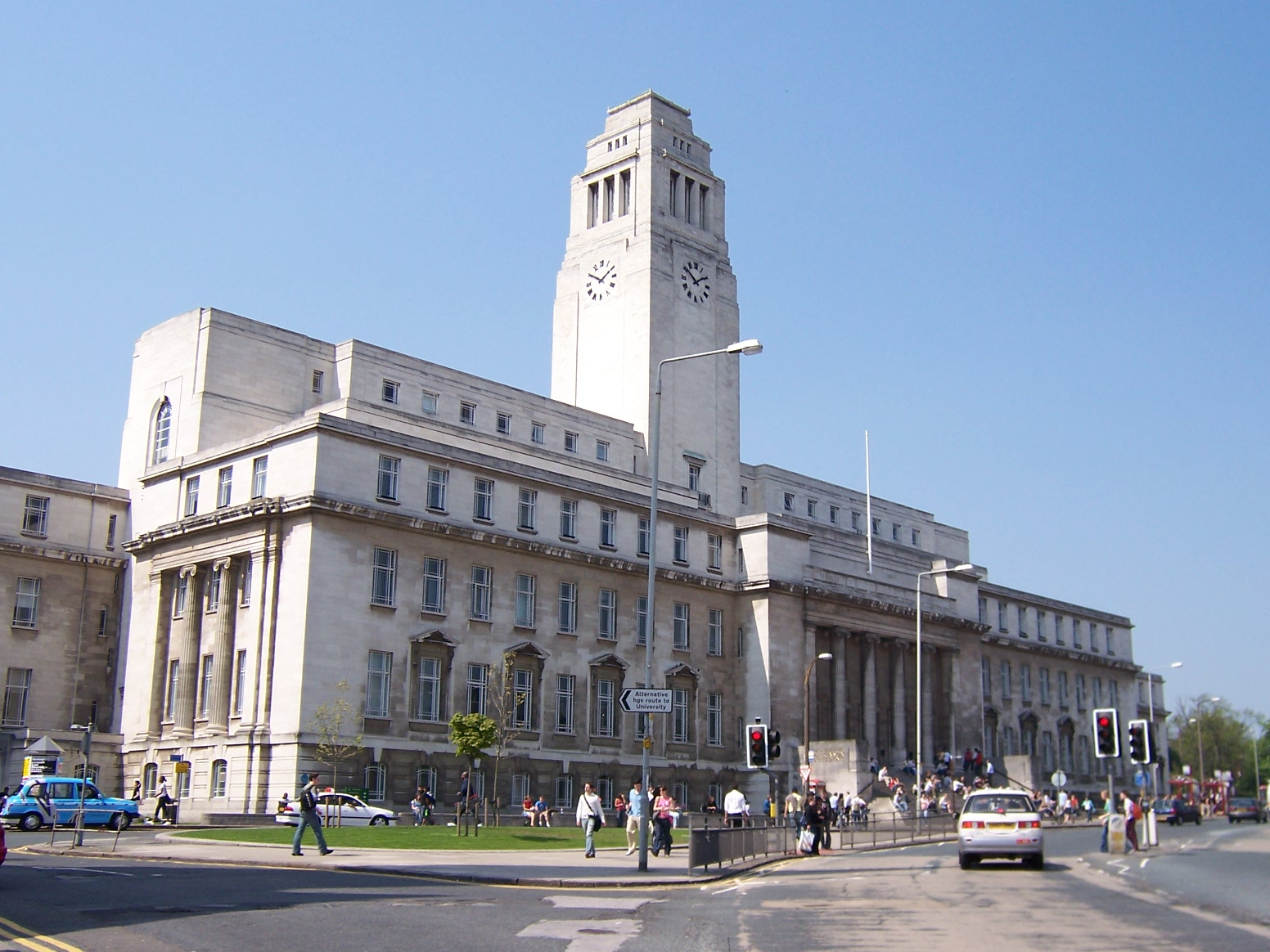
Parkinson Building, Leeds University (1927-1951)